# Stockholm Energi

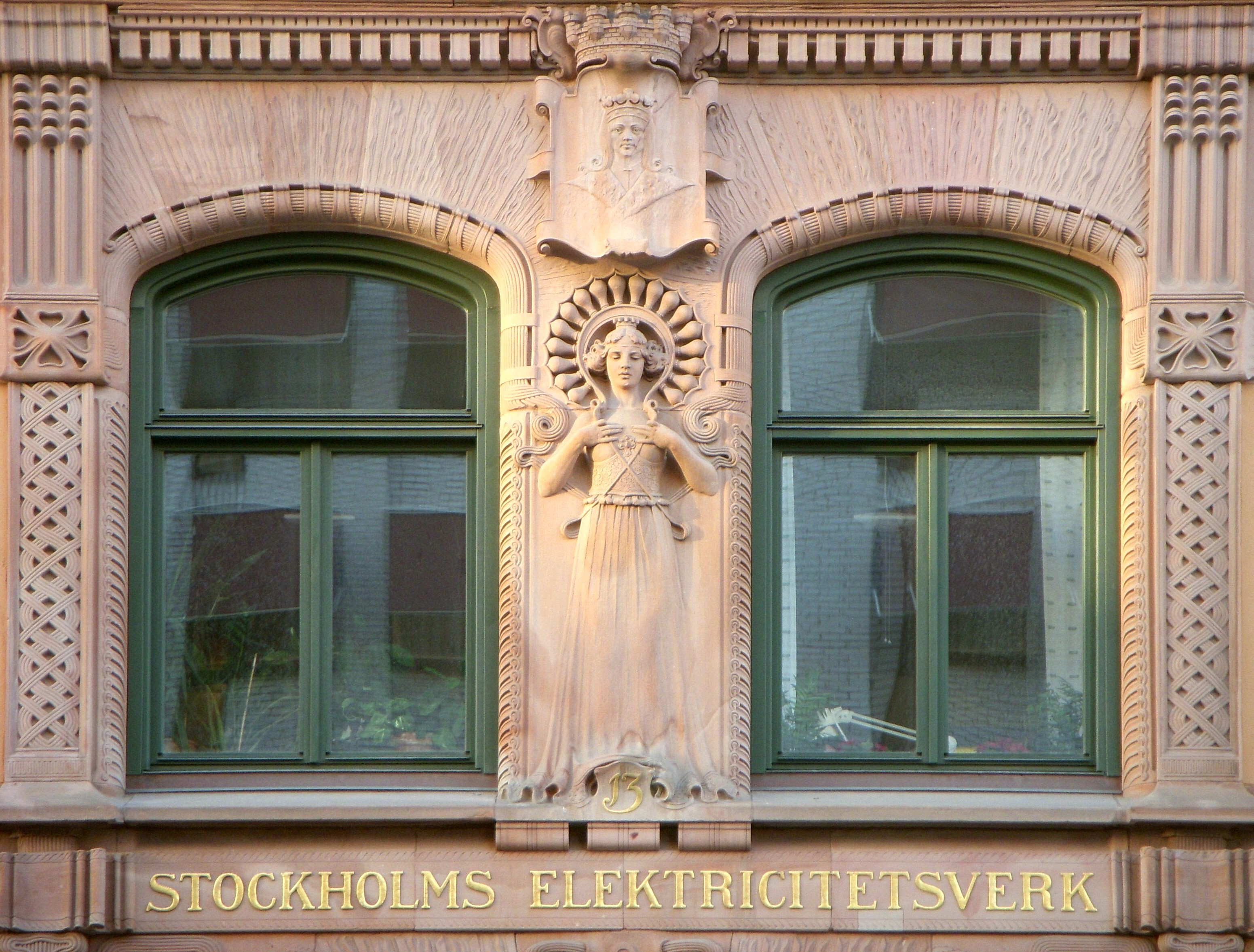
"Stockholms Elektricitetsverk" på Tulestationen.

Stockholm Energi AB (tidigare namn bland annat  Stockholms Gas- och Elektricitetsverk, Stockholms Elektricitetsverk och Stockholms Elverk) var en energikoncern som ägdes av Stockholms stad. Verksamheten ingår idag (2019) i Ellevio, Fortum och Stockholm Exergi.

## Historik

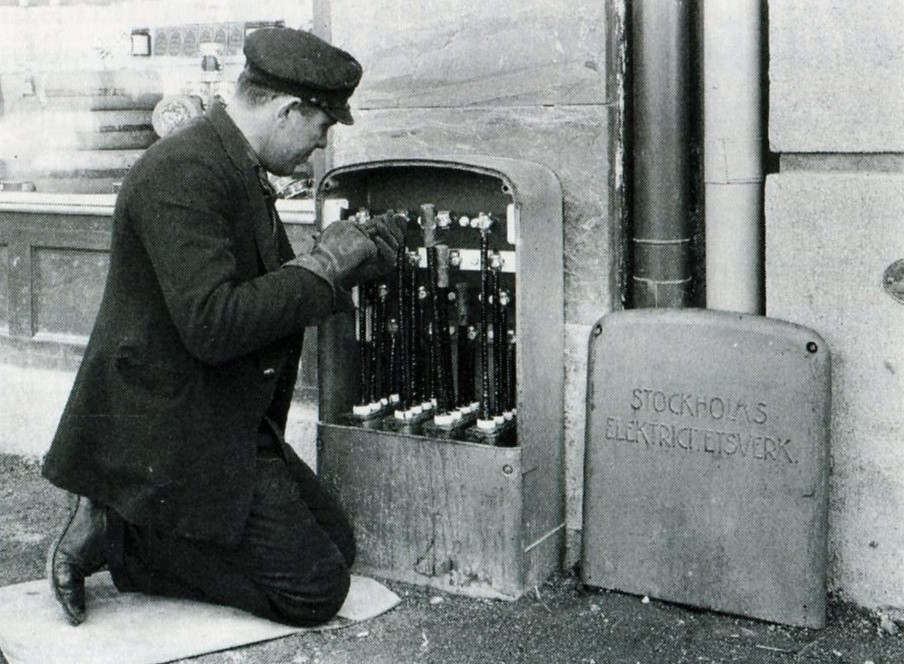
Arbete i ett av Stockholms Elektricitetsverkets kabelskåp, 1950-tal.

Stockholm Energi hade sina rötter i Stockholms Gaslysnings AB. Gasverkets elektriska avdelning startade sin verksamhet 1883 i samband med Brunkebergsverkets idrifttagande. Dåvarande Stockholms Elektricitetsverk var delägare i några kraftverk, exempelvis vattenkraftstationen Untraverket. Bygget av Untraverket beslutades av Stockholms stadsfullmäktige den 27 november 1911, men fördröjdes av första världskriget och var färdig den 23 december 1918. Samma dag började kraftleveranserna till Stockholm. Verket inledde därigenom Stockholms vattenkraftsepok. Innan Untraverket stod klar producerades elektrisk ström i Stockholm med hjälp av koleldade ångturbiner i Värtaverket. 
1990 omvandlades verket till aktiebolag genom att det likaledes kommunägda Stockholm Energi Produktion AB (till 1985 AB Svarthålsforsen, med vattenkraftsanläggningar i norra Sverige) övertog verkets tillgångar. 1998 gick Stockholm Energi samman med Gullspångs Kraft, som ägdes av den finländska Fortumkoncernen. Det sammanslagna bolaget fick namnet Birka Energi och ägdes till hälften av vardera ägarna. 2001 sålde Stockholms stad sin aktiepost i Birka Energi till det finländska storföretaget Fortum, vari hela verksamheten uppgick. Man behöll dock sin hälftenandel i Birka Värme, senare namnändrat till Stockholm Exergi.

## Företagets olika namn
Innan Stockholm Energi gick samman med Gullspångs Kraft och bildade Birka Energi genomfördes en lång rad namnbyten:
- 1853 Stockholms Gaslysnings AB
- 1884 Stockholms Gasverk
- 1892 Elektricitetsverket är en underavdelning av gasverket
- 1897 Stockholms Gas- och Elektricitetsverk
- 1950 Stockholms Elektricitetsverk
- 1960 Stockholms Elverk
- 1974 Stockholms Energiverk (inklusive gas)
- 1985 Stockholms Stads Energi
- 1990 Stockholm Energi

## Företagets logo genom åren

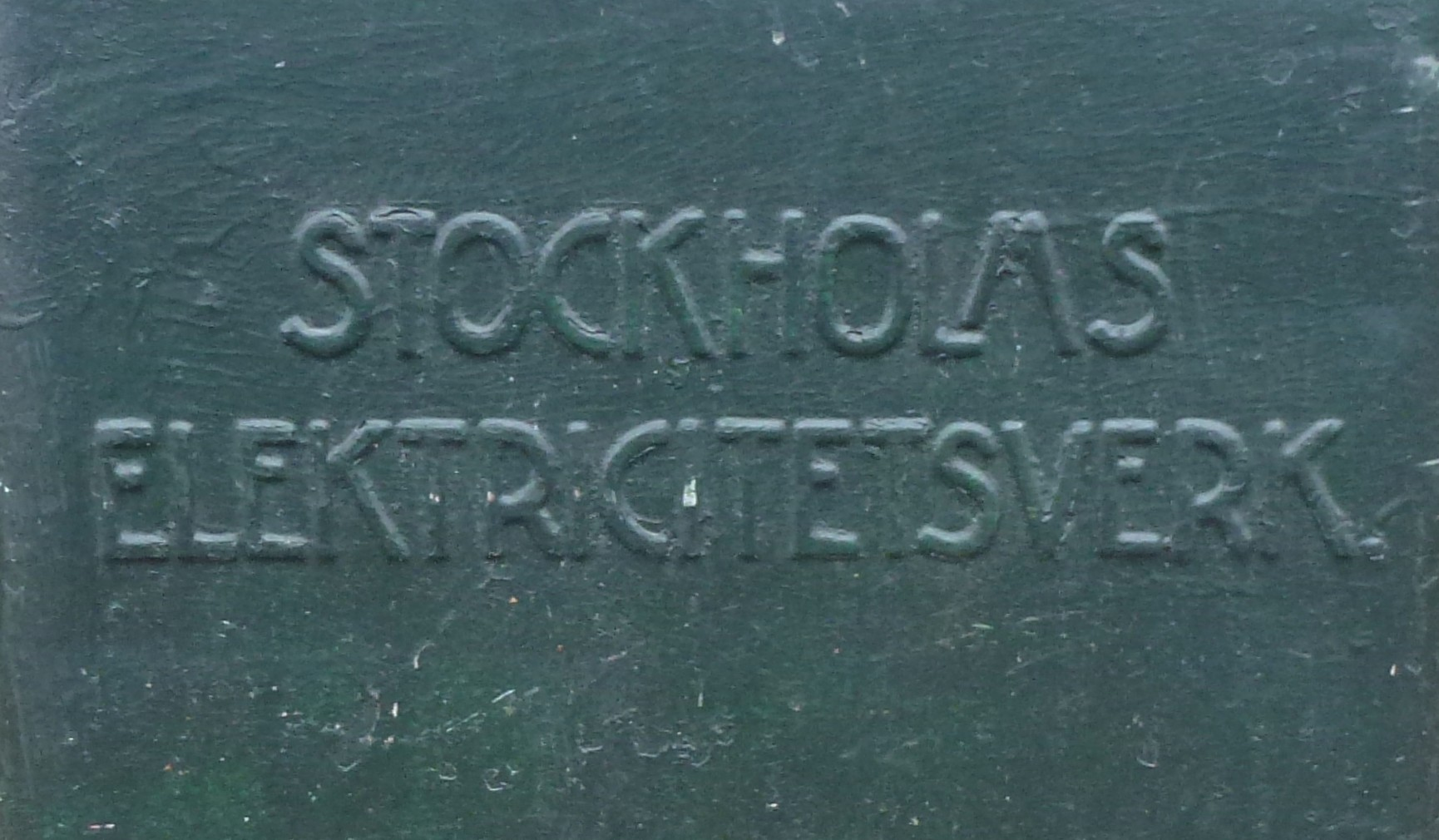
"Stockholms Elektricitetsverk"
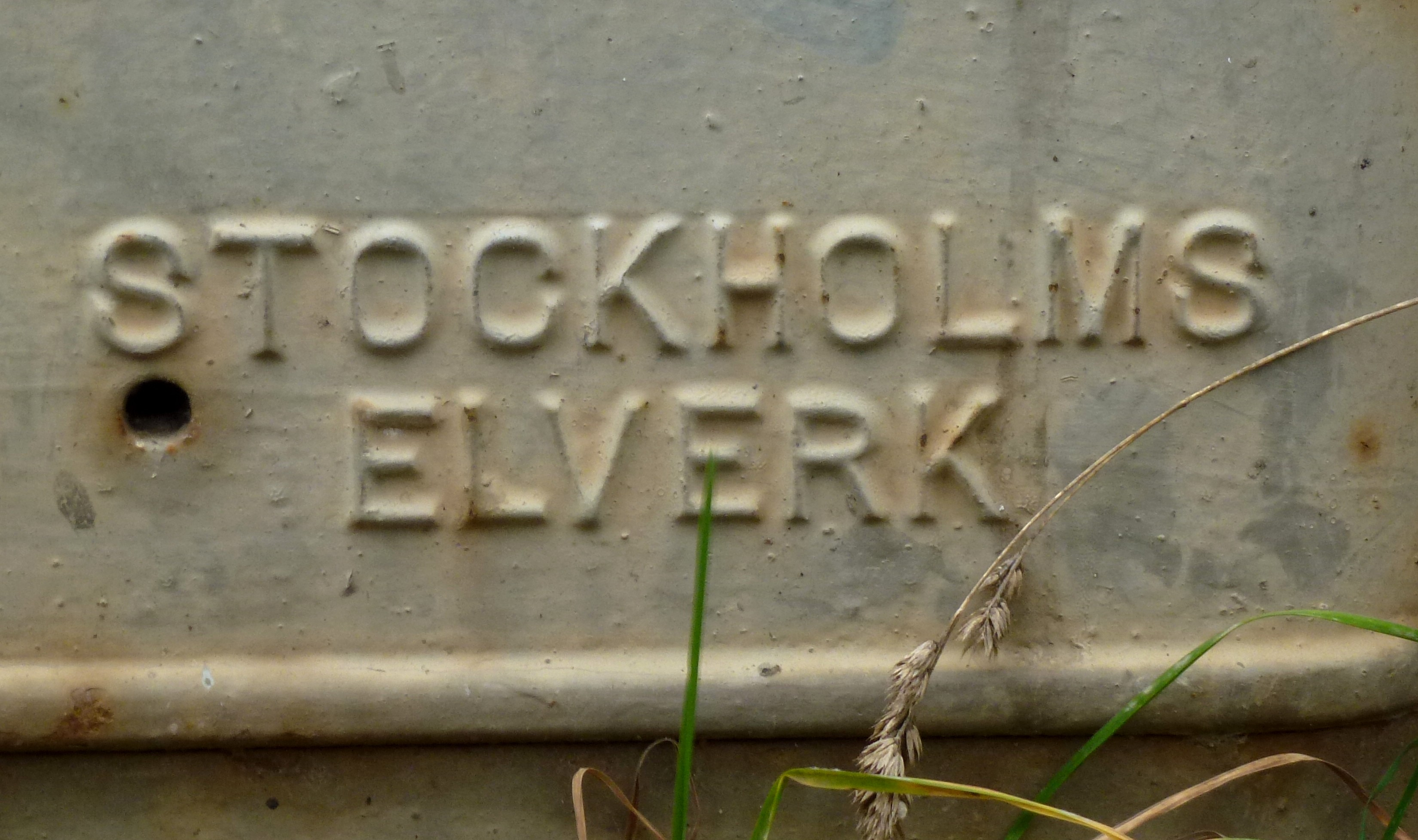
"Stockholms Elverk"
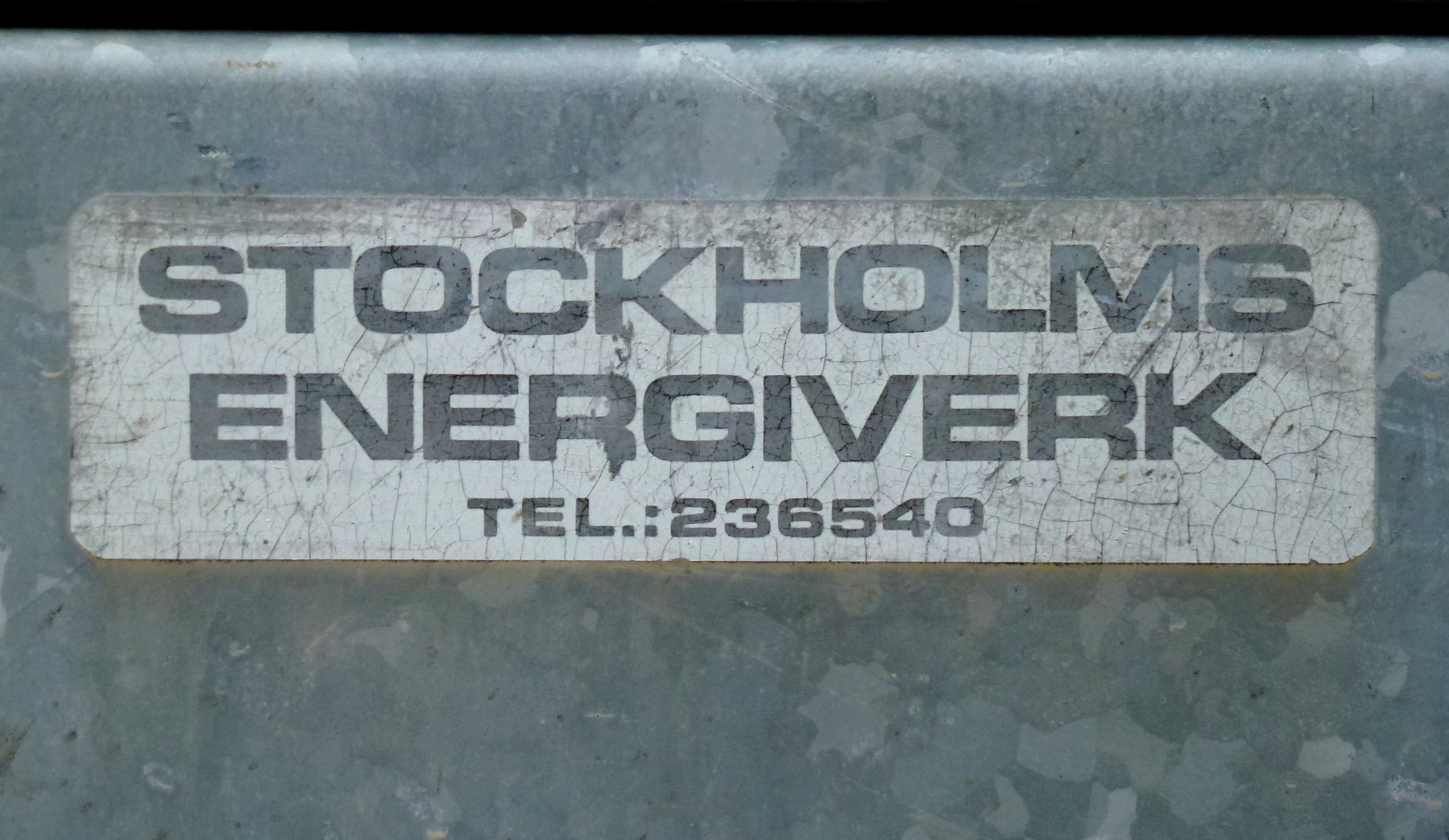
"Stockholms Energiverk"
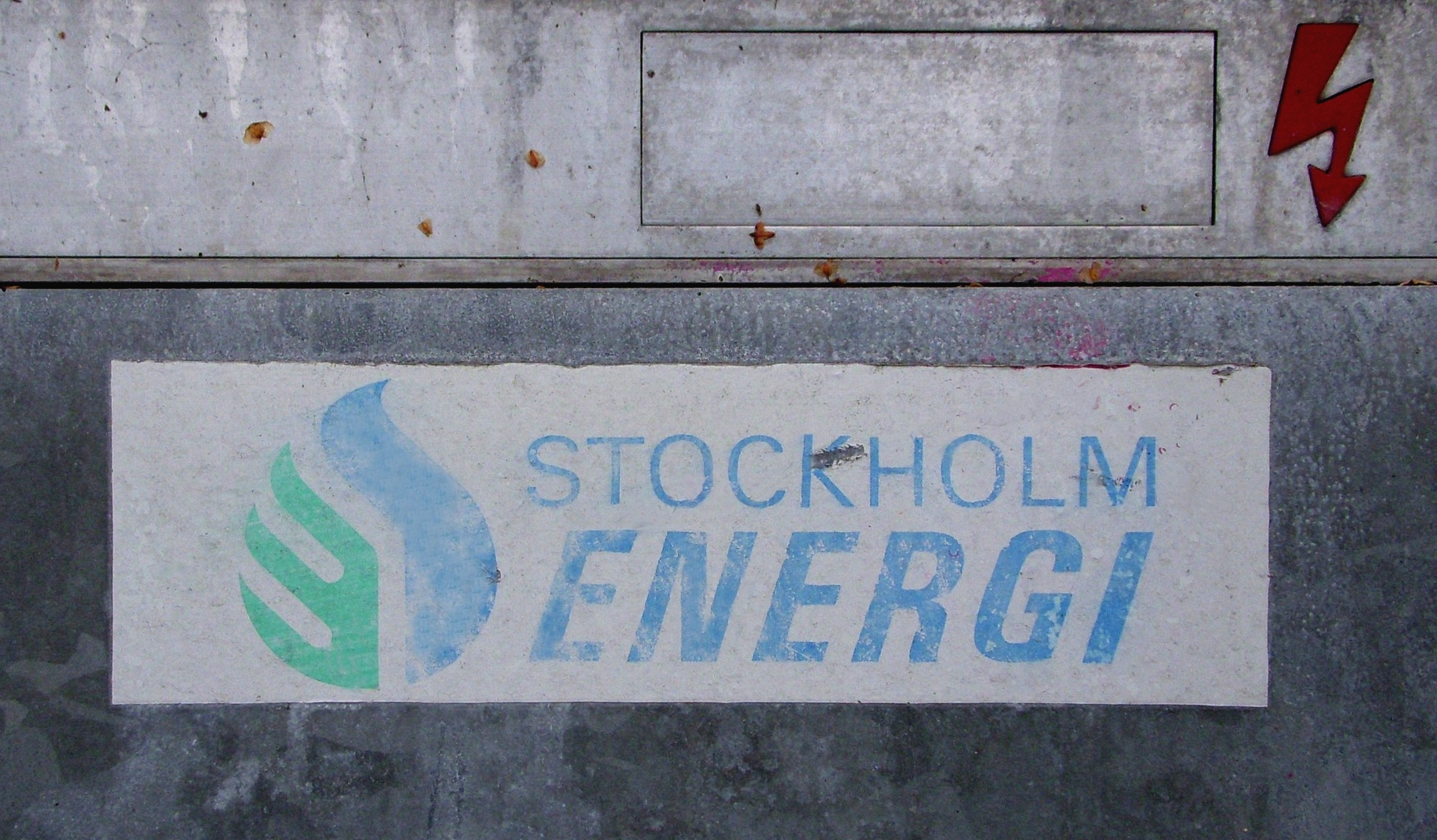
"Stockholm Energi"
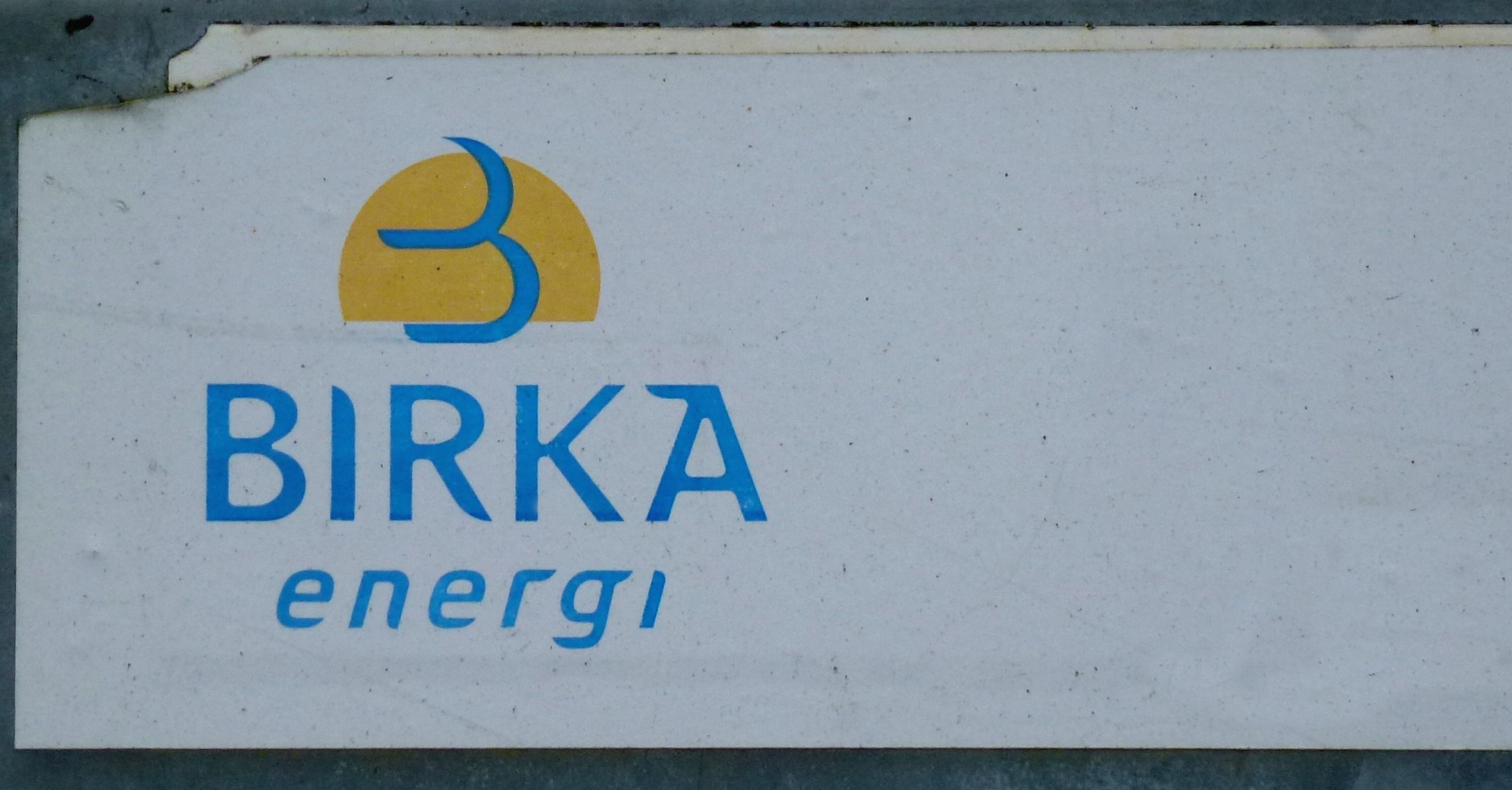
"Birka Energi"

## Stockholms energibolag
- SE Elnät AB
- Energi Entreprenad AB